# Heliophanus trepidus
Heliophanus trepidus là một loài nhện trong họ Salticidae.
Loài này thuộc chi Heliophanus. Heliophanus trepidus được Eugène Simon miêu tả năm 1910.